# Cristian Villagra
Cristian Villagra, född 27 december 1985, är en argentinsk fotbollsspelare som spelar för FK Metalist Charkiv.
Trots att han är en högerfotad spelar han oftast som vänsterback. Hans offensiva-defensiva förmåga är väldigt jämn fördelad, och han är en av de defensivt mest skickliga ytterbackarna i Argentina men besitter goda offensiva kvalitéer såsom ett precist inlägg och löpstyrka.
Han började i Rosario Central och flyttade 2007 till River Plate med lagkamraterna Marco Ruben och Juan Ojeda.
I slutet av 2008 blev han uttagen till  Argentinas fotbollslandslag i en vänskapsmatch mot Skottland.